# Saraghrar I
Der Saraghrar I ist der vierthöchste Berg im Hindukusch.

## Lage
Der Saraghrar I befindet sich in der pakistanischen Provinz Khyber Pakhtunkhwa. Das Bergmassiv besitzt mehrere Gipfel: Nordost-Gipfel, auch Saraghrar I, (7338 m), Nordwest-Gipfel (7300 m), Südwest-Gipfel (7148 m), Südgipfel (7307 m) und Südost-Gipfel (7208 m).

## Besteigungsgeschichte
Am 24. August 1959 gelang einer italienischen Expedition unter Leitung von Fosco Maraini die Erstbesteigung.
Von dem Team erreichten Franco Alletto, Giancarlo Castelli, Paolo Consiglio und Carlo Alberto Pinelli den Gipfel.
Im September 2021 wurde der Nordwest-Gipfel als letzter Gipfel des Massivs erstmals bestiegen. Für diese Leistung erhielten die drei Georgier Archil Badriashvili, Baqar Gelashvili und Giorgi Tepnadze im darauffolgenden Jahr den Piolet d’Or.